# Stig Billing
Stig Bertil Folke Billing, född 28 juli 1928 i Åhus församling, Kristianstads län, död 9 september 2013 i Helsingborgs Maria församling, var en svensk stadsträdgårdsmästare. 
Billing, som var son till kamrer Folke Billing och Linea Rantzow, avlade studentexamen i Lund (privatist vid Hermods korrespondensinstitut) 1949 och utexaminerades från hortonomkursen på linjen för trädgårdskonst i Alnarp 1958. Han praktiserade vid Önnestads lantmannaskola, Kristianstads läns hushållningssällskap, på Karl Edvin Petterssons (1886–1964) handelsträdgård i Görarp, hos trädgårdsarkitekt Josef Strand (1890–1965) i Helsingborg, I. Dahmen und Sohn i Köln-Holweide och Alnarps trädgårdar. Han blev trädgårdsarkitekt på Per Fribergs arkitektkontor i Malmö 1958, vid parkförvaltningen i Helsingborgs stad 1958 och var stadsträdgårdsmästare där från 1962. Han skrev Grön stad: Helsingborgs parker i tid och rum (tillsammans med Marianne Billing, 1999) samt diverse tidningsartiklar om trädgårdsarkitektur och trädgårdsskötsel.